# Federico Bonazzoli
Federico Bonazzoli (Manerbio, 21 de maio de 1997) é um futebolista italiano que atua como atacante pelo Cremonese.

## Carreira
Nascido na cidade de Manerbio no país da Itália começou na base do Ghedi de 2009 até 2011 depois foi para o Montichiari ficou de 2011 até 2012 depois foi para a equipe da Internazionale que ficou de 2012 até 2013 e depois foi para o profissional.

### Inter
Começou sua carreira em 2013 na equipe da Internazionale jogou 4 jogos e não marcou nenhum gol com a equipe italiana.

## Títulos

### Prêmios individuais
- 40 Jovens Promessas do Futebol Mundial de 2014.[2]